# Liste der Monuments historiques in Échemines
Die Liste der Monuments historiques in Échemines führt die Monuments historiques in der französischen Gemeinde Échemines auf.

## Liste der Objekte
| Bezeichnung    | Beschreibung            | Standort                       | Kennzeichnung | Schutzstatus | Datum | Bild |
| -------------- | ----------------------- | ------------------------------ | ------------- | ------------ | ----- | ---- |
| Kirchenfenster | aus dem 16. Jahrhundert | in der Kirche St-Martin (Lage) | PM10000740    | Classé       | 1913  |      |